# Banshee (televisieserie)
Banshee is een Amerikaanse actie- dramaserie uit 2013 die gemaakt werd voor Cinemax en verspreid werd via HBO. De serie liep van 2013 tot 2016 en kreeg vier seizoenen, drie met tien afleveringen en één met acht.

## Verhaal
Na vijftien jaar komt een man vrij nadat hij voor $15 miljoen dollar aan juwelen gestolen had van zijn voormalige werkgever, de Oekraïense maffiabaas Rabbit. Hij vindt zijn voormalige partner en geliefde Anastasia, de dochter van Rabbit, terug in het landelijke stadje Banshee waar zij een gezin heeft. Hij besluit te blijven en als de gelegenheid zich voor doet, neemt hij de identiteit aan van de overleden nieuwe sheriff Lucas Hood. Als sheriff krijgt Hood niet alleen met zijn voormalige collega's te maken, maar ook met lokale crimineel Kai Proctor, een voormalige Amish.

## Rolverdeling
| Acteur / Actrice      | Personage                           | Seizoen  | Seizoen  | Seizoen  | Seizoen  |
| Acteur / Actrice      | Personage                           | 1        | 2        | 3        | 4        |
| --------------------- | ----------------------------------- | -------- | -------- | -------- | -------- |
| Antony Starr          | Lucas Hood                          | Hoofdrol | Hoofdrol | Hoofdrol | Hoofdrol |
| Ivana Miličević       | Anastasia Rabitov / Carrie Hopewell | Hoofdrol | Hoofdrol | Hoofdrol | Hoofdrol |
| Ulrich Thomsen        | Kai Proctor                         | Hoofdrol | Hoofdrol | Hoofdrol | Hoofdrol |
| Frankie Faison        | Sugar Bates                         | Hoofdrol | Hoofdrol | Hoofdrol | Hoofdrol |
| Hoon Lee              | Job                                 | Hoofdrol | Hoofdrol | Hoofdrol | Hoofdrol |
| Rus Blackwell         | Gordon Hopewell                     | Hoofdrol | Hoofdrol | Hoofdrol | Gast     |
| Matt Servitto         | Brock Lotus                         | Hoofdrol | Hoofdrol | Hoofdrol | Hoofdrol |
| Demetrius Grosse      | Emmett Yawners                      | Hoofdrol | Hoofdrol |          | Gast     |
| Trieste Kelly Dunn    | Siobhan Kelly                       | Hoofdrol | Hoofdrol | Hoofdrol | Bijrol   |
| Ryann Shane           | Deva Hopewell                       | Hoofdrol | Hoofdrol | Hoofdrol | Hoofdrol |
| Daniel Ross Owens     | Dan Kendall                         | Hoofdrol |          |          |          |
| Lili Simmons          | Rebecca Bowman                      | Hoofdrol | Hoofdrol | Hoofdrol | Hoofdrol |
| Ben Cross             | Igor 'Mr. Rabbit' Rabitov           | Hoofdrol | Hoofdrol |          |          |
| Anthony Ruivivar      | Alex Longshadow                     | Bijrol   | Hoofdrol | Gast     |          |
| Geno Segers           | Chayton Littlestone                 |          | Gast     | Hoofdrol | Gast     |
| Afton Williamson      | Alison Medding                      |          | Bijrol   | Hoofdrol |          |
| Langley Kirkwood      | Kolonel Douglas Stowe               |          |          | Hoofdrol |          |
| Matthew Rauch         | Clay Burton                         | Bijrol   | Bijrol   | Bijrol   | Hoofdrol |
| Tom Pelphrey          | Kurt Bunker                         |          |          | Bijrol   | Hoofdrol |
| Chris Coy             | Calvin Bunker                       |          |          | Bijrol   | Hoofdrol |
| Odette Annable        | Nola Longshadow                     | Bijrol   | Bijrol   | Bijrol   |          |
| Christos Vasilopoulos | Olek                                | Bijrol   | Bijrol   |          |          |
| Joseph Gatt           | Albino                              | Bijrol   | Bijrol   |          | Gast     |
| Derek Cecil           | Dean Xavier                         | Bijrol   | Bijrol   |          |          |
| Gabriel Suttle        | Max Hopewell                        | Bijrol   | Bijrol   | Stand-In |          |
| Deja Dee              | Alma                                | Bijrol   | Bijrol   | Bijrol   |          |
| Chelsea Cardwell      | Beaty                               | Bijrol   | Bijrol   | Bijrol   |          |
| Robert Treveiler      | Jackson Sperling                    | Bijrol   | Bijrol   | Bijrol   |          |
| Harrison Thomas       | Jason Hood                          | Gast     | Bijrol   |          |          |
| Željko Ivanek         | Jim Racine                          |          | Bijrol   |          |          |
| Maya Gilbert          | Juliet                              |          | Bijrol   |          |          |
| Eddie Cooper          | Fat Au                              |          | Bijrol   | Bijrol   | Bijrol   |
| Jennifer Griffin      | Leah Proctor                        |          | Bijrol   | Bijrol   |          |
| Tyson Sullivan        | Hondo                               |          | Bijrol   | Gast     |          |
| Julian Sands          | Yulish Rabitov                      |          | Bijrol   |          |          |
| Chaske Spencer        | Billy Raven                         |          |          | Bijrol   | Gast     |
| Meaghan Rath          | Aimee King                          |          |          | Bijrol   |          |
| Tanya Clarke          | Emily Lotus                         |          |          | Bijrol   |          |
| Happy Anderson        | Bones Tuesday                       |          |          | Bijrol   |          |
| Dennis Flanagan       | Leo Fitzpatrick                     |          |          | Bijrol   | Bijrol   |
| David Harbour         | Robert Dalton                       |          |          | Bijrol   | Bijrol   |
| Casey LaBow           | Maggie Bunker                       |          |          |          | Bijrol   |
| Eliza Dushku          | Veronica Dawson                     |          |          |          | Bijrol   |
| Chance Kelly          | Randall Watts                       |          |          |          | Bijrol   |
| Frederick Weller      | Declan Bode                         |          |          |          | Bijrol   |
| Nestor Serrano        | Emilio Loera                        |          |          |          | Bijrol   |
| Ana Ayora             | Nina Cruz                           |          |          |          | Bijrol   |

## Seizoen 1 (2013)
| Nr. | #  | Titel                             | Regisseur        | Schrijver(s)                       | Datum uitzending |
| --- | -- | --------------------------------- | ---------------- | ---------------------------------- | ---------------- |
| 1 | 1  | Pilot                             | Greg Yaitanes    | Jonathan Tropper & David Schickler | 11 januari 2013  |
| Na een gevangenisstraf van vijftien jaar ontvlucht een onbekende crimineel New York nadat hij door een groep gangsters wordt aangevallen. Hij gaat naar het kleine stadje Banshee, Pennsylvania op zoek naar zijn vroegere geliefde en voormalig medeplichtige Anastasia, die nu onder de naam Carrie Hopewell leeft met haar nieuwe echtgenoot Gordon en hun kinderen Deva en Max. Wanneer de nieuw aangestelde sheriff Lucas Hood omkomt bij een overval op een bar, neemt de crimineel zijn identiteit over en ook de baan als sheriff van Banshee. Alleen de eigenaar van de bar, Sugar Bates, kent de waarheid. Lucas leert van Banshees jonge burgemeester Dan Kendall dat de stad leeft onder het bewind van de zakenman en crimineel ondernemer Kai Proctor, een voormalige Amish die zijn geloof heeft verlaten en in de illegale sector is gerold. In New York stuurt de geheimzinnige misdaadbaas Rabbit enkele gangsters naar Job, een voormalig contact van Lucas die hem de identiteit van Hood hielp overnemen. Job slaagt erin te ontsnappen tot ongenoegen van Rabbit, die zijn werknemer de opdracht geeft beide snel te vinden. |    |                                   |                  |                                    |                  |
| 2 | 2  | The Rave                          | SJ Clarkson      | Jonathan Tropper & David Schickler | 18 januari 2013  |
| Lucas wordt achtervolgd door herinneringen aan de nacht dat hij werd gearresteerd toen hij de politie probeerde weg te lokken zodat Ana - nu Carrie - kon ontsnappen met een partij diamanten die ze hadden gestolen van Rabbit. Hij confronteert haar met zijn gevoelens, maar Carrie blijft terughoudend. Kai probeert de loyaliteit van Lucas te winnen door hem de waarschuwen voor de broers Moody, maar Lucas is vastbesloten op het rechte pad te blijven terwijl hij doorgaat met het opbouwen van zijn nieuwe identiteit. Deva spijbelt van school met haar vriendje Reed, die haar meeneemt naar een drugshol dat wordt gerund door de plaatselijke dealer Hanson. Hij nodigt haar uit voor een rave in een schuur, waar blijkt dat er ook xtc wordt gedeald. Na een ontmoeting met de broers Moody, heeft Lucas een onenightstand met Rebecca Bowman, een schijnbaar vroom Amish-meisje. De rave begint uit de hand te lopen wanneer meerdere mensen waaronder Reed een overdosis lijken genomen te hebben. Dankzij een tip van Rebecca's vader Elijah komen Lucas en zijn agenten aan om de rave stop te zetten. Voor Reed komt de hulp te laat. Hanson kan ontsnappen en blijkt voor Kai te werken. Die voert Hanson aan zijn rottweiler voor het verkopen van de minderwaardige drugs. |    |                                   |                  |                                    |                  |
| 3 | 3  | Meet the New Boss                 | OC Madsen        | Jonathan Tropper & David Schickler | 25 januari 2013  |
| Carrie zoekt Rabbit op in New York, die haar vader blijkt te zijn. Hij biedt haar een deal aan: de diamanten terugbrengen die ze stal op de avond dat ze verdween en Lucas aan hem overleveren, dan zal hij haar met rust laten. Ondertussen arriveert de MMA-bokser Damien Sanchez in Banshee voor een exhibitiewedstrijd als onderdeel van een deal tussen Kai en Benjamin Longshadow om een nieuw casino te bouwen. Lucas ontmoet Rebecca opnieuw. Sugar waarschuwt Kai, die de oom is van Rebecca. Wanneer Sanchez een serveerster verkracht en in elkaar slaat, gebruikt Lucas dit als een gelegenheid om Kai te overtuigen dat hij niet omkoopbaar is. In een venijnig gevecht slaat Lucas Sanchez halfdood en doet zo de deal tussen Kai en Benjamin afslaan. Iemand van de toeschouwers uploadt de beelden van het incident op YouTube. Kai confronteert Lucas met zijn slechte beslissing en suggereert hem om bang voor hem te zijn. |    |                                   |                  |                                    |                  |
| 4 | 4  | Half Deaf Is Better Than All Dead | Greg Yaitanes    | Jonathan Tropper & David Schickler | 1 februari 2013  |
| Lucas vervalt in zijn oude gewoonten en geraakt opgesloten in een staatsmuseum wanneer het alarm afgaat. Dankzij Job en Carrie weet hij te ontkomen aan de politie. De vader van de overleden Reed, senator Schumacher, eist gerechtigdheid van Lucas. Lucas laat Deva in een map met criminelen kijken, waarop ze een zeker Arno Webber herkent. Lucas en Emmett zoeken hem op in de woonplaats van een groep neonazi's. Door het bewijsmateriaal vastgelegd door Arno kunnen ze Kai arresteren voor de moord op Hanson. Op de terugweg worden ze aangereden en gegijzeld door de broers Moody, die wraak op willen op Lucas voor het neerschieten van een van hun broers. Een gevecht volgt waarop Lucas, Emmett en Kai de broers kunnen overmeesteren. Carrie blijft maar denken aan haar tijd met Lucas. Lucas slaapt met Kat Moody, de weduwe van de man die hij neerschoot. Job arriveert in Banshee. |    |                                   |                  |                                    |                  |
| 5 | 5  | The Kindred                       | SJ Clarkson      | Jonathan Tropper & David Schickler | 8 februari 2013  |
| Nu Job in Banshee is, begint hij nieuwe plannen te smeden met Lucas. Wanneer een lid van een motorbende probeert om Carrie te verkrachten, komt Siobhan ter plaatse en schiet de man neer. De motorbende zweert wraak te nemen. Ze slaan toe op het jaarlijkse festival en branden het huis van Siobhan plat. Kai helpt Lucas de bende terug te vinden, maar verwacht eveneens een gunst. Lucas gaat de confrontatie aan met de bende en slaat hen neer, waarna hij hen laat wegvoeren door Job. Job heeft een vals politiepaspoort laten maken waarmee Lucas de bewijzen van Kais betrokkenheid bij de moord op Hanson kan doen verdwijnen. Ondertussen is de FBI-agent Dean Xavier gearriveerd om een onderzoek te voeren naar de politiedienst in Banshee. |    |                                   |                  |                                    |                  |
| 6 | 6  | Wicks                             | OC Madsen        | Jonathan Tropper & David Schickler | 15 februari 2013 |
| Een voormalige medegevangene met de naam Wicks komt aan in Banshee en herkent Lucas. Dit triggert een reeks flashbacks bij Lucas naar zijn tijd in de gevangenis. Daar moest hij omgaan met de dreiging van de Albino, een gevangene die werkte voor Rabbit. Een van zijn aanvallen zorgde ervoor dat Lucas bijna stierf. Tijdens een confrontatie voor een hoop gevangenen wist Lucas de Albino op brute wijze te vermoorden. In het heden probeert Wicks Lucas te chanteren door te dreigen zijn ware identiteit bekend te maken. Lucas en Sugar grijpen in. Later ontvangt Lucas een voicemail van de zoon van de echte Lucas Hood. |    |                                   |                  |                                    |                  |
| 7 | 7  | Behold a Pale Rider               | Dean White       | David Schickler                    | 22 februari 2013 |
| Een overval op een drogisterij mondt uit in een gijzeling in het schoolgebouw door twee gewapende mannen. Deva is een van de studenten die onder schot wordt gehouden. Tegelijkertijd is Rabbit onderweg naar een motel, waar Lucas aan een bed ligt geboeid nadat hij werd gedrogeerd door Carrie. Met de hulp van Job kan Lucas ontsnappen, waarop hij naar de gijzeling gaat. Hij weet de twee gijzelnemers neer te schieten en de gijzelaars te bevrijden. Rabbit ziet op het nieuws beelden van de gijzeling. Carrie ziet haar fout in en excuseert zich bij Lucas, waarop ze het bed delen. Rabbit stuurt Olek naar Banshee om aanwijzingen over Lucas te vinden. |    |                                   |                  |                                    |                  |
| 8 | 8  | We Shall Live Forever             | Greg Yaitanes    | Jonathan Tropper                   | 1 maart 2013     |
| Carrie bekent aan Lucas dat Deva zijn dochter is. Olek arriveert en probeert Carrie mee te voeren naar Rabbit, maar Lucas overmeestert hem en neemt hem gevangen. Rebecca wordt verbannen uit haar gemeenschap en neemt haar intrek bij Kai, die verhaal gaat halen bij de gemeenschap. Benjamin Longshadow sterft in het ziekenhuis na een slepende ziekte, waardoor zijn zoon Alex het nieuwe stamhoofd wordt. Diens zus Nola keert terug in Banshee. Wanneer Lucas Rebecca naar de stad voert weet Olek zich los te maken, waarop een gevecht met Carrie ontstaat. Beiden raken zwaargewond, maar uiteindelijk weet Carrie Olek te doden. Lucas arriveert en brengt Carrie weg. |    |                                   |                  |                                    |                  |
| 9 | 9  | Always the Cowboy                 | Miguel Sapochnik | Jonathan Tropper & David Schickler | 8 maart 2013     |
| Carrie ligt in het ziekenhuis. Gordon zoekt Lucas op en confronteert Carrie later met zijn twijfels. Job en Sugar begraven Oleks lichaam. Carrie verlaat het ziekenhuis en zegt Gordon om Deva thuis op te halen. Zelf gaat ze naar school om Max te halen, maar ze ziet dat hij meegenomen wordt door Rabbit. FBI-agent Xavier neemt het ontvoeringsonderzoek voor zijn rekening. Na een kort gevecht over Lucas' affaire met Rebecca, komen Lucas en Kai tot een overeenkomst. Kai gaat de confrontatie aan met Alex en laat de bouw van het nieuwe casino stilleggen als teken van zijn macht. Rabbit introduceert zich in zijn nieuwe familie. Rabbit zoekt Lucas op en zegt hem dat het de laatste keer is dat ze elkaar zien. Zodra Rabbit het gebouw verlaat, hoort Lucas wapens die in stelling worden gebracht. |    |                                   |                  |                                    |                  |
| 10 | 10 | A Mixture of Madness              | Miguel Sapochnik | Jonathan Tropper & David Schickler | 15 maart 2013    |
| Tijdens zijn tijd in de gevangenis geraakte Lucas close met een vertrouwenspersoon die zijn eventuele vervroegde vrijlating evalueert. Uiteindelijk blijkt dat de vrouw voor Rabbit werkt. In het politiebureau wordt Lucas gered van Rabbits moordenaars door Kai en Burton. Lucas levert zichzelf in bij Rabbit in ruil voor Max. Carrie, Job, Sugar, Brock, Emmett en Siobhan gaan naar de verblijfplaats van Rabbit om Lucas te redden. Tijdens het vuurgevecht geraken Sugar en Brock gewond. Rabbit martelt Lucas en staat op het punt hem te doden wanneer Carrie binnenkomt, die Rabbit neerschiet. Gekwetst door Carries keuze voor Lucas over haar familie, vertrekt Gordon met de kinderen. Rabbit is weten te ontkomen. Een bom geplaatst door Kai om Alex een bericht te zenden doet de bouwwerf van het casino ontploffen. Hierbij komt burgemeester Kendall om het leven, die er toevallig aanwezig was. Een groepje jagers vindt enkele geïmproviseerde graven in het bos en alarmeert de politie. Het blijken de lichamen van de echte Lucas Hood en de vechtersbazen uit het café van Sugar te zijn. Ondertussen ziet Jason, de zoon van de echte Hood, beelden op YouTube van het gevecht tussen Lucas en Sanchez.                                                                |    |                                   |                  |                                    |                  |

## Seizoen 2 (2014)
| Nr. | #  | Titel                    | Regisseur      | Schrijver(s)     | Datum uitzending |
| --- | -- | ------------------------ | -------------- | ---------------- | ---------------- |
| 11 | 1  | Little Fish              | Greg Yaitanes  | Jonathan Tropper | 10 januari 2014  |
| Na alle gebeurtenissen zegt Carrie tegen Lucas dat het haar prioriteit is om haar gezin terug te krijgen en dat hij moet verdwijnen voordat wordt ontdekt wie hij werkelijk is. Job en Sugar breken in in het mortuarium om het lijk van de echte Hood te doen verdwijnen. FBI-agent Jim Racine arriveert in Banshee om een federale hoorzitting te houden, maar het wordt al snel duidelijk dat hij meer geïnteresseerd is in het vinden van Rabbit. Hij zet de politiedienst voor twee jaar onder federaal toezicht en Lucas gaat vrijuit, omdat hij handelde in de hoedanigheid van burger. Voordat hij de stad verlaat zegt Racine tegen Xavier dat hij van de zaak wordt gehaald en tegen Carrie dat ze zal worden aangeklaagd, tenzij ze informatie kan geven over de verblijfplaats van Rabbit. Lucas, Carrie en Job beroven een geldtransport van het casino, maar moeten tevreden zijn met een kleine buit nadat een mysterieuze schutter - die Nola blijkt te zijn - tussenbeide komt. George, een lid van de Kinaho-raad, gebruikt deze overval om de positie van Alex als opperhoofd in vraag te stellen. Deva wordt betrapt op winkeldiefstal, maar gaat vrijuit nadat ze dreigt de bewaker te beschuldigen van aanranding. Gordon weigert Carrie te helpen in verband met de aanklacht. Lucas ontmoet Nola in de bar van Sugar en belandt met haar in bed. Racine ondervraagt een priester die banden heeft met Rabbit en volgens hem Rabbit verbergt, terwijl de priester aangeeft dat hij weet dat Racine ernstige gezondheidsproblemen heeft. |    |                          |                |                  |                  |
| 12 | 2  | The Thunder Man          | Greg Yaitanes  | David Schickler  | 17 januari 2014  |
| De rivaliteit tussen Kai en Alex bereikt zijn hoogtepunt wanneer Alex een van Kais veewagens doet ontploffen en Nola Rebecca ontvoert. Kai vraagt Lucas als gunst om Rebecca terug te halen. Lucas weet de bewakers uit te schakelen voor hij ontdekt dat het Nola was die Rebecca ontvoerde, de avond nadat ze in bed waren beland. Nadat Rebecca terug is, gaan Kai en Burton naar Alex thuis en dreigen zijn familie iets aan te doen als hij hen nog langer dwarszit. Ondertussen is Siobhans gewelddadige ex-man terug in de stad. Hij smeekt haar het contactverbod af te schaffen, zodat hij aan het werk kan in de stad. Siobhan gaat akkoord, maar wordt daarna lastiggevallen door hem. Uiteindelijk komt het tot een gevecht, waarbij Siobhan hem bewusteloos weet te slaan. Carrie wordt veroordeeld tot dertig dagen gevangenisstraf. Lucas voert haar erheen. Het duurt niet lang of het komt tot een confrontatie met een medegevangene, waarop Carrie naar haar cel wordt geleid. Gordon blijft het moeilijk hebben met de situatie. |    |                          |                |                  |                  |
| 13 | 3  | The Warrior Class        | OC Madsen      | Evan Dunsky      | 24 januari 2014  |
| Rebecca's broer Solomon en Lana Cleary, een Kinaho-meisje, hebben het erover om samen weg te lopen uit hun gemeenschappen. De volgende dag wordt Lana dood aangetroffen en is Solomon vermist, wat de spanning doet oplaaien tussen de Amish en de Kinaho. De verdenking ligt bij Tommy Littlestone, het ex-vriendje van Lana. Diens broer Chayton is de leider van de Redbone-bende in het reservaat die de zuiverheid van de stam wil handhaven. De politie heeft daar geen jurisdictie, maar Lucas en de anderen gaan toch op zoek naar Chayton en Tommy. Na een vechtpartij kan Chayton gearresteerd worden en worden overgedragen wegens andere aanklachten tegen hem. Tommy wordt enkel ondervraagd aangezien hij minderjarig is. Jason Hood, de zoon van de echte Lucas Hood, stelt zichzelf voor aan Lucas. Hij vraagt Lucas of hij hem kan helpen een andere identiteit aan te nemen, zodat hij een nieuw leven kan beginnen. De Redbones komen de Amish intimideren, maar Kai komt tussenbeide. Rebecca wordt aangevallen door een man met een kap in de bossen. Lucas gaat achter hem aan maar wordt verwond aan zijn hoofd. Hij weet de aanvaller wel in het been te schieten voor die ontsnapt. Lucas begint een affaire met Siobhan. Nola zweert wraak bij het lichaam van Lana. |    |                          |                |                  |                  |
| 14 | 4  | Bloodlines               | OC Madsen      | Evan Dunsky      | 31 januari 2014  |
| Carries opsluiting blijft haar kwellen, die escaleert wanneer ze bezoek krijgt van Rabbit, die dus nog blijkt te leven. Ze blijft proberen om Gordon en Deva te bereiken, zonder succes. De Kinaho houden een uitvaart voor Lana, waar Lucas Nola officieel ontmoet. Brock gaat de kinderen van de Amish enkele vragen stellen. Daniel Moses, een vriend van Solomon die het Amish-leven achter zich heeft gelaten, zegt dat een leraar bij de Amish genaamd Jonah, gewelddadig kon zijn tegenover hem en Solomon. Lucas confronteert de leraar en ontdekt dat die gewond is aan zijn been. Het blijkt dat Jonah de moordenaar is van Lana en dat hij Solomon ontvoerd heeft. Kai martelt de leraar om de verblijfplaats van Solomon te weten te komen. Job stemt met tegenzin in met het plan van Lucas om Jason een nieuwe identiteit te geven. Tijdens het transport naar een andere gevangenis weet Chayton te ontsnappen aan Emmett en Siobhan. Na de arrestatie van Jonah wil Kai vrede sluiten met Alex. Nola gaat hier niet mee akkoord waarop Alex haar zegt dat ze misschien maar moet vertrekken. Voor ze dit doet zoekt ze Jonah op in zijn cel en doodt hem. |    |                          |                |                  |                  |
| 15 | 5  | The Truth About Unicorns | Babak Najafi   | John Romano      | 7 februari 2014  |
| Carrie komt vrij uit de gevangenis, waar Lucas haar komt ophalen. Lucas denkt dat ze gevolgd worden, maar de bestuurster van de wagen lijkt onschuldig. Hij neemt haar mee naar een huis dat hij vijftien jaar geleden voor hen had gekocht voor hij werd gearresteerd. Terwijl ze daar zijn, worden ze in de gaten gehouden door agent Racine. Racine vertelt Lucas dat hij weet dat hij niet de echte Lucas Hood is. Racine zegt dat hij een deal met Lucas wil sluiten om zo Rabbit ten val te brengen. Voor dat het gesprek verder kan gaan, wordt Racine gedood door een sluipschutter die is gestuurd door Rabbit. Lucas en Carrie weten de schutter te omsingelen in een graanveld, waar Carrie de schutter neerschiet. Lucas ziet dat de schutter de vrouw is die hen volgde, waarop hij haar afmaakt. Lucas en Carrie keren terug naar Banshee, waar Lucas zijn hart lucht bij Sugar. |    |                          |                |                  |                  |
| 16 | 6  | Armies of One            | Babak Najafi   | John Romano      | 14 februari 2014 |
| Job gaat naar New York om de diamanten waarvoor Lucas naar de gevangenis moest, te verkopen. Een moordenaar die werd gestuurd door de man waarvan Jason geld gestolen heeft komt naar Banshee om het geld terug te krijgen en Jason mee te nemen. Lucas schijnt de moordenaar te kunnen omkopen zodat Jason ongedeerd blijft, maar na de overdracht van het geld wordt Jason toch ontvoerd. Lucas confronteert de moordenaar op de snelweg, waar na een gevecht de moordenaar onthoofd wordt door een aanstormende vrachtwagen. Lucas en Jason keren terug, waar Jason het geld verstopt in zijn badkamer. Later die avond belandt Jason in bed met Rebecca, ondanks de waarschuwing van Sugar om haar te mijden. Kai en Burton komen de kamer binnen en Burton doodt Jason voor de ogen van Rebecca. Burton ruimt de kamer op wanneer hij flashbacks krijgt van toen hij werd gemarteld. Hij vergeet echter het verstopte geld en het horloge van Jason. In de bar van Sugar keert Job terug, en onthult dat Rabbit hen heeft bedrogen. Hij slaat de diamanten kapot met een hamer. Lucas heeft vijftien jaar gezeten voor stukjes geslepen glas. |    |                          |                |                  |                  |
| 17 | 7  | Ways to Bury a Man       | Loni Peristere | Doug Jung        | 21 februari 2014 |
| Lucas gaat terug naar de motelkamer van Jason, maar vindt enkel het verstopte geld en het horloge. Na een tip van Sugar gaat Lucas naar het huis van Kai en confronteert hem met de zaak. Kai laat uitschijnen dat hij Jason liet vermoorden, waarop Lucas zweert dat hij Kai zal neerhalen. Hij zegt Rebecca ook dat hij niet zal aarzelen moest ze in zijn weg lopen. Lucas, Brock en Emmett zoeken drie skinheads op die werken voor Kai. Ze uiten racistische opmerkingen tegenover Emmett, maar worden gedwongen de locatie van een van Kais drugsfabrieken te geven. Lucas, Job en Sugar blazen de fabriek op, tot verbazing van Brock. Ondertussen krijgt Max een levensbedreigende astma-aanval terwijl Gordon dronken in een stripclub zit. Alex verslaat zijn rivaal tijdens een vergadering over wie het nieuwe opperhoofd moet worden dankzij de hulp van Kai. |    |                          |                |                  |                  |
| 18 | 8  | Evil for Evil            | Loni Peristere | Doug Jung        | 28 februari 2014 |
| Job slaagt erin de verblijfplaats van Rabbit te weten te komen. Lucas slaagt erin Kai te laten arresteren voor het bezit van illegale wapens. Rebecca zegt aan Kai dat Juliet, een van de strippers, Lucas heeft verteld hoe Kai te pakken te krijgen. De drie skinheads vallen de zwangere vrouw van Emmett lastig, waarop ze naar het ziekenhuis moet met interne bloedingen, waardoor ze de baby verliest. Een radeloze Emmett ontgrendelt hun celdeuren en gaat hen te lijf. Hij breekt het borstbeen van de leider met een boksbeugel. Lucas zegt Emmett dat hij juist heeft gehandeld, maar Emmett neemt ontslag bij de politie. |    |                          |                |                  |                  |
| 19 | 9  | Homecoming               | Greg Yaitanes  | Jonathan Tropper | 7 maart 2014     |
| Job gaat naar New York en breekt de kerk van Rabbits broer binnen. Vlak voordat Job Rabbit kan neerschieten, wordt hij gevangengenomen. Hij weet te ontsnappen en vlucht de kerk uit, maar wordt aangereden op straat. Kai krijgt bezoek van zijn moeder in de gevangenis. Burton doodt een van de skinheads in het ziekenhuis omdat hij het vertrouwen van Kai heeft beschaamd. Daarop wil hij Juliet doden, maar Rebecca helpt haar te ontsnappen, waardoor het wantrouwen tussen Rebecca en Burton groeit. Carrie trekt terug in bij Gordon en de kinderen, terwijl Lucas en Siobhan elkaar steeds meer lijken te vinden. Job belt Lucas op, en zegt dat hij Rabbit heeft gevonden en in het ziekenhuis ligt. Lucas gaat Carrie ophalen bij de gefrustreerde Gordon. Gordon bedreigt Lucas, waarop Carrie bekent dat Lucas Deva's vader is. Lucas en Carrie gaan naar New York, waar ze Job kunnen redden van de moordenaars die zijn gestuurd door Rabbit, waarop ze zich klaarmaken voor de aanval op Rabbit en diens broer. |    |                          |                |                  |                  |
| 20 | 10 | Bullets and Tears        | Greg Yaitanes  | Jonathan Tropper | 14 maart 2014    |
| Flashbacks tonen het begin van de relatie tussen Lucas en Carrie, het plannen van de diamantroof en hoe deze werd verraden door Rabbit zelf om Lucas en Carrie uit elkaar te houden. In het heden gaan Lucas en Carrie naar de wapenhandelaar Fat Au die hen van een arsenaal voorziet om Rabbit ten onder te brengen. Ze vinden Rabbits broer, de priester Yulish, in zijn kerk maar worden overrompeld door het aantal lijfwachten. Ze worden gered door Job en Fat Au met enkele van diens manschappen. Lucas weet Yulish neer te schieten. Lucas en Carrie vinden Rabbit, die achter de kerk op een bank zit. Nadat hij afscheid neemt van zijn dochter, geeft Carrie Rabbit een pistool met één kogel. Hierop schiet Rabbit zichzelf door het hoofd. In Banshee verlaten Emmett en zijn vrouw de stad. Onderweg worden ze overvallen door een groep neonazi's en worden neergeschoten. Het lijkt erop dat de neonazi's handelden in opdracht van Kai. Rebecca verleidt Alex, waarop ze hem neersteekt en na een kort gevecht weet dood te schieten. Zonder het bewijsmateriaal van Alex, wordt Kai opnieuw in vrijheid gesteld. Op het politiekantoor krijgt Lucas bezoek van Deva, die weet dat hij haar vader is. In New Orleans vecht Chayton Littlestone in een vechtkuil. Hij wordt op de hoogte gebracht van de dood van Alex, waarop hij zegt naar huis terug te keren. |    |                          |                |                  |                  |

## Seizoen 3 (2015)
| Nr. | #  | Titel                                     | Regisseur      | Schrijver(s)                 | Datum uitzending |
| --- | -- | ----------------------------------------- | -------------- | ---------------------------- | ---------------- |
| 21 | 1  | The Fire Trials                           | Loni Peristere | Jonathan Tropper             | 9 januari 2015   |
| Lucas, Brock en Siobhan drijven Hondo, een van de neonazi's die Emmett en zijn vrouw vermoordde, in de val. Hondo verwacht gearresteerd te worden, maar wordt uit wraak neergeschoten. Nadien gaat Brock op inspectie na bericht van een vermoedelijke inbraak, maar belandt bij het huis van zijn ex-vrouw, waarop ze in bed belanden. Brock heeft het moeilijk met de dood van Emmett, en bezoekt diens graf. Carrie, die nu gescheiden is van Gordon, werkt nu in een wegrestaurant waar ze een klant aanvalt die haar betastte. Ze blijkt een affaire te hebben met kolonel Douglas Stowe. Ondertussen keert Chayton terug bij de Kinaho. Rebecca wordt wakker in bed bij Kai. Chayton bedreigt Rebecca buiten de stripclub en zweert wraak voor de dood van Alex. Chayton en zijn mannen vallen een marinierskonvooi aan vlak bij Camp Genoa, waarbij ze de mariniers doden en de wapens meenemen, ondanks de tussenkomst van Lucas en Brock. Lucas, Sugar en Job beramen een geldroof op Camp Genoa. Nola Longshadow keert terug, en gaat naar de plaats waar haar broer werd vermoord. |    |                                           |                |                              |                  |
| 22 | 2  | Snakes and Whatnot                        | Loni Peristere | Halley Gross                 | 16 januari 2015  |
| Een voormalige neonazi met de naam Kurt Bunker verschijnt bij het politiebureau en biedt zich aan als vervanger voor Emmett. Lucas mag de man wel, maar aangezien Billy Raven al is aangesteld kan hij Kurt de baan niet aanbieden. Kai en Rebecca ontmoeten rivaliserende drugdealers, die de sector wouden overnemen toen Kai in de gevangenis zat. Rebecca geraakt geïrriteerd tijdens het gesprek en schiet een van de dealers in de knieën. Kai en Burton schieten de anderen neer. Kai verneemt dat zijn moeder terminale alvleesklierkanker heeft, en neemt haar mee naar zijn landhuis. Carrie verbreekt haar affaire met Douglas wanneer ze verneemt wie hij is. Ze verkent samen met Lucas een tunnel die leidt naar Camp Genoa wanneer Douglas een van zijn eigen mannen in elkaar slaat omdat die de Redbones heeft getipt over het wapentransport. Chayton stuurt twee van zijn mannen om Kai en Rebecca te ontvoeren, maar Burton ontdoet zich van hen. Brock zet zijn affaire met zijn ex verder. Lucas gaat met Billy naar het Kinaho-reservaat om uit te zoeken wie verantwoordelijk is voor het incident bij Kai. Hij ontmoet de lokale politie Aimee King en Karl "Yaz" Yazzie. Deva zoekt Lucas opnieuw op, maar vertrekt teleurgesteld wanneer Lucas niet kan uitleggen waarom hij om haar geeft. Nadat ze vertrekt klopt er opnieuw iemand aan bij Lucas. Wanneer hij opendoet wordt een pistool gespannen. |    |                                           |                |                              |                  |
| 23 | 3  | A Fixer of Sorts                          | Magnus Martens | Justin Britt-Gibson          | 23 januari 2015  |
| Nola valt het huis van Kai aan en begint haar aanval door een bijl in Burtons schouder te gooien. Na een hevig gevecht slaagt Burton er in de overhand te krijgen en doodt Nola, die tijdens haar laatste momenten aan Chayton denkt. Lucas wordt gearresteerd door speciaal FBI-agent Phillips, maar kort hierop worden beide ontvoerd door Brantley, de man waarvoor Jason op de vlucht was. Brantley laat zowel Lucas als Phillips folteren en eist het geld van Jason terug. Lucas weet te ontsnappen en Brantley en diens handlangers te doden, en redt Phillips. Chaytons jongere broer Tommy valt de stripteasebar van Kai aan met andere Redbones. Brock, Siobhan en Billy weten de Redbones te overmeesteren, waarbij Billy uit zelfverdediging Tommy moet doodschieten. Phillips zegt tegen Lucas dat hij, om zijn acties te staven, een FBI-dossier heeft laten bezorgen bij het politiebureau van Banshee, waardoor Siobhan ontdekt dat Lucas een bedrieger is. |    |                                           |                |                              |                  |
| 24 | 4  | Real Life is the Nightmare                | Magnus Martens | Justin Britt-Gibson          | 30 januari 2015  |
| Siobhan weet nu dat Lucas niet is wie hij zegt te zijn, en vertelt hem te vertrekken. Gordon weet zich te herpakken en wil Kai achter de tralies. Carrie kan het werk in het wegrestaurant niet meer aan en vertrekt. In een bar verleidt ze een man, waarop ze zijn motor steelt en ermee vandoor gaat. Deva steelt een game uit een winkel als geschenk voor Max. Job en Sugar trekken eropuit en weten toegangsreferenties te stelen als voorbereiding op hun nieuwe doelwit. Rebecca en Burton weten de bestelwagen die het lichaam van Tommy naar de Redbones wil voeren, van de baan te rijden en steken het wrak in brand met de bestuurders er nog in. Lucas wil Kai vermoorden als laatste daad of zelfs geschenk aan Banshee, maar ze worden uit elkaar gehaald door Brock die Kai arresteert. Kurt Bunker komt weer langs in het bureau en wacht op Lucas. Wanneer Lucas, Siobhan, Brock en Billy terug in het bureau zijn, komen Chayton en de Redbones tot de tanden toe gewapend aan. Lucas weet Siobhan tegen de grond te duwen zodat ze niet wordt geraakt. |    |                                           |                |                              |                  |
| 25 | 5  | Tribal                                    | OC Madsen      | Adam Targum                  | 6 februari 2015  |
| Chayton en de Redbones beginnen hun aanval op het politiekantoor. Chayton eist dat Billy en Kai worden overgeleverd, zodat de rest vrijuit mag gaan. Zijn eis wordt afgewezen en de verdediging van het kantoor wordt versterkt om tijd te winnen. De Redbones vinden echter plaatsen langs waar ze binnen kunnen komen. In de daaropvolgende strijd weet de advocaat van Kai hem te bevrijden, maar wordt zelf gedood. Billy krijgt een pijl van Chayton in zijn schouder en ook Kurt geraakt gewond. Lucas laat Kai ontsnappen zodat die hulp kan gaan halen. Voordat de hulp arriveert wordt Lucas neergeslagen terwijl Chayton Siobhan gegijzeld houdt. Chayton treitert Lucas en breekt Siobhan haar nek en weet te ontsnappen voordat de hulp arriveert, terwijl Lucas het lichaam van Siobhan in zijn armen houdt. Nadat de eerste hulp is toegediend aan de slachtoffers, zit Lucas voor het politiebureau, met een wraakzuchtige blik op zijn gezicht. |    |                                           |                |                              |                  |
| 26 | 6  | We Were All Someone Else Yesterday        | OC Madsen      | Adam Targum                  | 13 februari 2015 |
| De begrafenis van Siobhan vindt plaats, alsook die van de moeder van Kai. Rebecca slaat het aanbod van haar ouders om terug toe te treden tot de gemeenschap af. Ze lijkt de leiding over de club over te nemen, maar Kai komt terug en herstelt de orde, tot ongenoegen van Rebecca. Job en Carrie blijven de roof op Camp Genoa voorbereiden. De FBI neemt de operatie om Chayton te arresteren over. Deva wordt gezien hoe ze een portefeuille steelt door Charlie Knowles, die haar uitnodigt op een feestje bij hem thuis. Lucas lijkt de FBI-operatie te laten voor wat ze is, maar gaat voor de FBI naar het Redbonekamp met Job, waar ze Chayton vinden. Het komt tot een gevecht waarbij een schot wordt gelost, waardoor de FBI snel nadert. Chayton slaat op de vlucht en wordt achtervolgd door Lucas en Aimee. Aimee slaagt er niet in Chayton neer te schieten, die Aimee begint te wurgen. Lucas schiet Chayton in de schouder, die weet te ontsnappen. Lucas stelt zich voor hoe Banshee had geweest moest hij de echte Hood hebben kunnen redden. Hij fantaseert over de ontmoeting met Siobhan voor hij met Job de stad zou uitrijden. |    |                                           |                |                              |                  |
| 27 | 7  | You Can't Hide from the Dead              | Greg Yaitanes  | Chris Kelley                 | 20 februari 2015 |
| Lucas verliest zijn greep op de realiteit en ziet Siobhan overal verschijnen. Chayton verschanst zich in een stal en wordt verzorgd door de eigenares. Wanneer haar buurman hen ontdekt doodt Chayton de vrouw en de buurman. Deva geraakt op het slechte pad nu ze samen is met Charlie. Carrie hoort hiervan en gaat met Gordon naar het huis van Charlie om Deva te halen. Ze zijn niet erg welkom en na een gevecht waarbij ze Charlie vernederen nemen ze Deva terug mee. Rebecca sluit een deal met de Salvadoranen om hen terug te bevoorraden zonder dat Kai dit weet. Tijdens de roof op Camp Genoa leiden de hallucinaties van Lucas hem af, wat bijna de dood betekent voor Job. Ondanks dat kolonel Stowe en zijn mannen het gevecht met Lucas, Carrie, Job en Sugar aangaan weten ze de roof succesvol af te ronden. Lucas verneemt van Aimee dat ze van een betrouwbare bron heeft vernomen dat Chayton onderweg is naar New Orleans. Lucas besluit hem achterna te gaan. Brock weigert de taak van sheriff over te nemen en gaat mee met Lucas. |    |                                           |                |                              |                  |
| 28 | 8  | All the Wisdom I Got Left                 | Greg Yaitanes  | Chris Kelley                 | 27 februari 2015 |
| Lucas en Brock gaan naar New Orleans op jacht op Chayton. Ze vernemen dat zijn eigen mensen hem hebben doorgestuurd en vinden hem terug in een illegale vechtkuil. Burton ontdekt overtollige inkomsten als gevolg van de deal van Rebecca met de Salvadoranen. Hij dreigt alles aan Kai te vertellen maar Rebecca zegt hem dat Kai partij voor haar zal kiezen. Job betrapt Sugar erop dat die een deel van het geld aan Oscar Cruz Jr. heeft gegeven, de zoon van een man die Sugar halfdood sloeg in een bokskamp. Job recupereert het geld wanneer hij ontdekt dat Cruz Jr. Sugar heeft opgelicht. Chayton zoekt Lucas op in zijn hotelkamer, waarop het tot een gevecht komt. Brock arriveert gewapend waarop Chayton op de vlucht slaat. Lucas haalt hem in in een verlaten haven, waar hij een einde maakt aan Chayton. Samen met Brock gooien ze zijn lichaam in de rivier. Lucas wil niet terugkeren naar Banshee, maar Brock weet hem te overhalen om Kai aan te pakken. Kai sluit zich opnieuw aan bij de kerk van zijn familie wanneer gewapende mannen hem en Emily meenemen. Kolonel Stowe analyseert de overval en vermoedt dat Carrie er bij betrokken is. |    |                                           |                |                              |                  |
| 29 | 9  | Even God Doesn't Know What to Make of You | Loni Peristere | Jennifer Ames & Steve Turner | 6 maart 2015     |
| Kai wordt geslagen door de Black Beards. Hun leider Frazier legt uit dat dit hun reactie is op de verkoop die Rebecca regelde met de Salvadoranen. Emily wordt gedwongen om te kijken. Lucas keert terug in Banshee, maar wordt niet verwelkomd door Job nadat de roof hem bijna fataal werd. Rebecca vraagt de hulp van Lucas om Kai te redden, maar Lucas weigert. Ze vertelt aan Brock dat ook Emily gevangen is genomen, en die weet Lucas te overtuigen. Job zoekt en vindt de locatie van Kai als laatste gunst aan Lucas. Lucas en Brock redden Emily maar laten Kai achter bij zijn gijzelnemers. Rebecca en Burton arriveren ook, maar Kai wist zich ondertussen al zelf te bevrijden en doodt de mannen die hem moesten executeren. Hij gaat naar Emily en zegt haar dat hun relatie voorbij is. Kolonel Stowe en zijn mannen weten Sugar, Job en Carrie gevangen te nemen. Billy arresteert Deva voor drugsbezit. Gordon weigert haar mee naar huis te nemen maar Lucas brengt haar thuis. In de bar van Sugar vinden Lucas en Gordon bewijs dat Stowe de anderen in zijn macht heeft. |    |                                           |                |                              |                  |
| 30 | 10 | We All Pay Eventually                     | Loni Peristere | Jennifer Ames & Steve Turner | 13 maart 2015    |
| Lucas en Gordon zetten de aanval in op het kamp van Stowe, terwijl Kai, Rebecca, Burton en de leider van de Salvadoranen Frazier en diens mannen uitschakelen. Lucas heeft flashbacks naar de tijd toen hij werd opgeleid door de recruiter Dalton. Gordon wordt dodelijk gewond tijdens de aanval, maar weet Stowe te raken, die daarop doodgestoken wordt door Carrie. Gordon sterft in de armen van Carrie. Job wordt ontvoerd door een van de mannen van Stowe op het einde van de aanval en meegenomen door een persoon - vermoedelijk Dalton - in een helikopter. Kurt zoekt zijn broer Calvin op die leider is van een groep neonazi's en zweert hun Broederschap ten val te brengen. Na de dood van Gordon keert Lucas terug naar Banshee en zegt tegen Brock dat hij zijn ontslag indient als sheriff. Dit intrigreert Kai ten zeerste. |    |                                           |                |                              |                  |

## Seizoen 4 (2016)
| Nr. | # | Titel                                        | Regisseur        | Schrijver(s)     | Datum uitzending |
| --- | - | -------------------------------------------- | ---------------- | ---------------- | ---------------- |
| 31 | 1 | Something Out of the Bible                   | OC Madsen        | Jonathan Tropper | 1 april 2016     |
| Hood heeft ontslag genomen als sheriff en woont in afzondering in een hut in het bos, 18 maanden na de laatste gebeurtenissen in Banshee. Brock, die nu sheriff is, vindt Hood bij toeval en onthult hem dat Rebecca Bowman werd vermoord, reeds het derde meisje in de stad dat ritueel door een seriemoordenaar werd verminkt. Ondertussen is Kai Proctor burgemeester van Banshee en heeft hij een zakelijk partnerschap opgezet met de bende neonazi's van Calvin Bunker, hoewel er veel wrijving is tussen de twee groepen. Kurt Bunker zet zijn affaire met Maggie, de vrouw van Calvin, verder. Carrie heeft de voogdij over Deva verloren en woont alleen terwijl ze 's nachts in het geheim voor burgerwacht speelt tegen het criminele syndicaat Bunker-Proctor. Flashbacks onthullen dat Hood en Carrie's zoektocht naar Job op een dood spoor liep na het opsporen van de voormalige regeringsagent Dalton, die werd vermoord door Hood. |   |                                              |                  |                  |                  |
| 32 | 2 | The Burden of Beauty                         | OC Madsen        | Adam Targum      | 8 april 2016     |
| In flashbacks wordt getoond hoe Rebecca contact onderhield met Hood nadat hij van het goede pad ging en hoe ze hem onderdak bood in de hut op Proctor's land. Ze probeerde ook om zich af te scheiden van de organisatie van haar oom en zelf een bedrijf op te zetten met een familie van methkokers, maar dat eindigde in een gewelddadige confrontatie met de bende waarbij Hood gewond raakte terwijl ze haar redde, waardoor er bloed van hem in haar auto achterbleef. In het heden zet Proctor zaken op met het Colombiaanse kartel en sluit hij een illegale porno-operatie af die Calvin Bunker zonder zijn medeweten leidde. Wanneer Calvin met tegenzin instemt om Proctor te betrekken bij de porno-deal en Proctor de aanklacht tegen de productie laat vallen, neemt Carrie het heft in eigen handen. |   |                                              |                  |                  |                  |
| 33 | 3 | The Book of Job                              | Everardo Gout    | Liz Sagal        | 15 april 2016    |
| Job werd de afgelopen twee jaar in gevangenschap gehouden en onophoudelijk gemarteld. Met de hulp van Fat Au sporen Hood en Carrie hem uiteindelijk op en redden hem van zijn ontvoerders. Job lijdt aan ernstige PTSS en hun hele buit van Camp Genoa is verloren gegaan als losgeld. Proctor pikt een jong dakloos meisje op dat hem aan Rebecca doet denken, maar wordt woedend door zijn herinneringen aan Rebecca's ontrouw aan hem en valt het meisje aan. Rebecca's ouders eisen dat haar lichaam aan hen wordt gegeven voor de begrafenis, en Proctor dringt erop aan dat de autopsie wordt bespoedigd. Het blijkt dat Rebecca zwanger was van Hood's kind. Hierdoor, samen met Hood's bloed dat werd gevonden in Rebecca's auto, wordt Hood gearresteerd op verdenking van moord. Kort daarna slaat de seriemoordenaar opnieuw toe. |   |                                              |                  |                  |                  |
| 34 | 4 | Innocent Might Be a Bit of a Stretch         | Everardo Gout    | Chad Feehan      | 22 april 2016    |
| Terwijl Hood in hechtenis zit op verdenking van de seriemoorden, arriveert op het bureau Proctor met de bedoeling hem te vermoorden. Dit eindigt in een patstelling met Brock die wordt onderbroken door de komst van FBI-agente Veronica Dawson, die de zaak van de seriemoordenaar overneemt en Hood onmiddellijk schrapt als verdachte. Dit wordt bekrachtigt wanneer het vierde slachtoffer wordt gevonden. Randall Watts, de schoonvader van Calvin en de echte baas van de blanke supremacisten, wordt vrijgelaten uit de gevangenis en neemt de leiding weer over, ondanks de twijfels van Calvin. Job trekt in bij Carrie. Hij kan het vooruitzicht om 's nachts alleen gelaten te worden niet verdragen en eist dat hij met haar meegaat op een burgerwachtuitje. Deze keer steekt Carrie eigenhandig een drugsdistributiecentrum van de blanke supremacisten in brand. |   |                                              |                  |                  |                  |
| 35 | 5 | A Little Late to Grow a Pair                 | Loni Peristere   | Liz Sagal        | 29 april 2016    |
| Proctor brandt de hut waarin Hood woonde af. Hij geeft Hood vervolgens de opdracht de man die Rebecca heeft vermoord te vinden en aan hem uit te leveren. Proctor ontmoet Randall en Calvin. Om te bewijzen dat de blanke supremacisten nu veel strenger zullen worden geleid met Watts aan het roer, wordt Calvin gedwongen om de man die de leiding had op de avond dat Carrie het distributiecentrum platbrandde op gruwelijke wijze te vermoorden. Nu het kartel betrokken is bij Proctor, eist Watts een deel van de opbrengst. Proctor verzekert hem dat ze tot een regeling kunnen komen. Hood keert terug naar Siobhan's oude caravan om in te wonen. Hood bezoekt Job in Carrie's nieuwe huis en ze praten wat bij. Job informeert Hood over Carrie's vendetta tegen de criminelen. Job scheert vervolgens zijn baard en haar en krijgt zo zijn "klassieke" look terug. Watts bezoekt Kurt Bunker en probeert hem te overtuigen om zich weer bij de Arische Broederschap aan te sluiten. Kurt reageert door te zweren dat hij Watts terug naar de gevangenis zal sturen. Bij een neonazi-bijeenkomst verstopt Kurt zich in de verte en richt hij op Watts met een sluipschuttersgeweer. Hij wordt gestopt door Brock, die hem overhaalt om Watts te laten inrekenen via legaal politiewerk. Na de bijeenkomst beledigt Watts Calvin in zijn huis. Calvin steekt Watts in de nek met een ijspriem. Hij begint Watts' lichaam uiteen te snijden met een elektrische zaag. |   |                                              |                  |                  |                  |
| 36 | 6 | Only One Way a Dogfight Ends                 | Jonathan Tropper | Chad Feehan      | 6 mei 2016       |
| Gail Wescott, een aanhanger van de seriemoordenaar, loopt het politiekantoor binnen, dompelt zichzelf onder in benzine en offert zichzelf op voor de ogen van Brock, Bunker en alle andere agenten. Job hoort iemand inbreken in Carrie's huis. De indringer blijkt Deva zijn. Calvin verkracht Maggie gewelddadig. Maggie verlaat het huis met haar zoon en zoekt hulp bij Kurt. Maggie onthult aan Kurt dat ze gelooft dat Calvin Watts heeft vermoord. Brock biedt Maggie en haar zoon een onderkomen aan in zijn huis totdat Calvin wordt ingerekend. Na een aanwijzing bezoeken Hood en Dawson een illegale chirurg in een steegje, Dr. David Quick, om te proberen de seriemoordenaar te vinden aangezien bekend is dat hij hoorn-implantaten op zijn voorhoofd heeft. In een fetisjbar identificeert de eigenaar een foto die Hood heeft. De naam van de moordenaar is Declan Bode. Brock wordt aangevallen door Bode in een steegje naast het politiekantoor. Bode intimideert Brock, maar doodt hem niet. Proctor wordt door Cruz geïnformeerd dat Carrie de persoon is die zijn operaties dwarsboomt. Hij probeert Carrie te intimideren om te stoppen. Proctor begraaft Rebecca op een open plek in het bos. Proctor stuurt een huurmoordenaar onder leiding van hulpsheriff Cruz naar Carrie's huis. Carrie, Job en Deva slaan de aanval af, alleen Cruz ontsnapt levend. Deva is getraumatiseerd na een man te hebben vermoord. Calvin arriveert op het kantoor van Proctor. Hij toont het afgehakte hoofd van Watts en vertelt Proctor dat hij het rijk van Proctor overneemt. Calvin confronteert Kurt, op zoek naar de verblijfplaats van Maggie en zijn zoon. Dawson volgt een aanwijzing op en gaat naar het huis van Kim Newton. Newton is eigenlijk een aanhanger van Bode en Dawson wordt gevangengenomen. |   |                                              |                  |                  |                  |
| 37 | 7 | Truths Other Than the Ones You Tell Yourself | OC Madsen        | Adam Targum      | 13 mei 2016      |
| Burton vermoordt Cruz met een mes terwijl ze onder de douche staat. Proctor en Burton ontdekken dat Calvin en de neonazi's zijn hele voorraad drugs hebben gestolen. Burton valt in zijn eentje het neonazistische hoofdkwartier aan en doodt enkelen van hen in een poging de gestolen drugs terug te krijgen. Kurt stelt Maggie voor om naar Florida te vluchten om Calvin te ontwijken, maar Maggie houdt vol dat zij en haar zoon niet veilig zullen zijn zolang Calvin leeft. Calvin's woede komt tot een hoogtepunt terwijl hij aan het werk is en hij valt zijn baas aan. Brock en Hood gaan op zoek naar Dawson. Job hackt gsm-gegevens en geeft hen het adres van Kim Newton. Dawson weet zich te bevrijden in Bode's kerker, maar wordt al snel overmeesterd door Bode. Hood en Brock komen aan op het adres van Kim Newton, maar het is niet het adres waar de kerker van Bode zich bevindt. In de garage vinden Hood en Brock Dawsons auto. Ze worden vervolgens aangevallen en bewusteloos geslagen door Dr. Quick. Hood en Brock ontwaken geboeid in een kelder. In de veronderstelling dat weldra zullen sterven, eist Brock dat Hood zijn verhaal vertelt. Hood vertelt Brock de waarheid over wie hij is en waarom hij naar Banshee kwam. Voordat Hood zijn echte naam kan onthullen, keren Bode en Quick terug. Quick blijkt ook een satanist te zijn en bereidt zich voor op een operatie aan Brock en Hood. Brock trapt Quick, die binnen het bereik van Hood valt. Hood slaagt erin om Dr. Quick te wurgen met zijn benen. Hood en Brock weten de aanhangers van Bode te overmeesteren. Hood slaat Bode neer, waarna Dawson Bode neerschiet en hem doodt. Proctor arriveert en krijgt te horen dat Bode de man was die Rebecca heeft vermoord. Hij bedankt Hood en Brock voor hun acties. Proctor bezoekt Washington D.C. en ontmoet senator Mitchum. Proctor informeert Mitchum dat hij "personeelsproblemen" heeft in Banshee. Carrie intimideert de nieuwe procureur om haar nieuwe informatie te geven. De kartelleider Emilio Loera vliegt naar Banshee om Proctor te ontmoeten. Job spoort Leo Fitzpatrick op, de man die hem ontvoerde. Job heeft alle rekeningen van Leo leeggehaald en al zijn bezittingen gestolen. Job heeft Leo er ook ingeluisd voor al zijn eerdere misdaden en hacks: Leo is nu een gezocht man. |   |                                              |                  |                  |                  |
| 38 | 8 | Requiem                                      | OC Madsen        | Jonathan Tropper | 20 mei 2016      |
| Calvin brengt een grote groep mannen naar het huis van Proctor en dreigt hem te vermoorden, maar senator Mitchum, een geheime leider van de Broederschap, komt uit het huis van Proctor en ontneemt Calvin zijn gezag en stuurt de mannen weg. Dawson ondervraagt Kim Newton over de moord op Rebecca, en concludeert dat Rebecca's moordenaar nog steeds vrij rondloopt aangezien haar moord buiten het gevestigde patroon van de sekteleden valt. Bij aankomst bij het huis van Proctor, waar niemand thuis is, vinden Hood en Dawson een verborgen kelder in de schuur, waar ze met bloed bevlekte martelwerktuigen vinden. Hood vindt ook Rebecca's halsketting, en concludeert dat Proctor haar moet hebben vermoord. Hij zegt dit niet aan Dawson, en vertrekt zonder haar. Ondertussen voeren Proctor en Burton hun drugsdeal uit met Emilio Loera van het Colombiaanse kartel, wanneer ze worden verrast door Carrie en Job, die Proctors mannen hebben afgeslacht om het vertrouwen van het kartel in Proctor te ondermijnen. Terwijl ze proberen te vertrekken proberen de Colombianen hen te vermoorden, maar Brock vernietigt de vrachtwagen vol drugs met een granaatwerper, waardoor Carrie en Job een kans krijgen om te ontsnappen. Loera probeert Proctor neer te schieten, maar Proctor doodt hem eerst. Burton executeert de overgebleven handlangers van het kartel. Tijdens de terugrit ramt Hood hen van de weg, waardoor ze in een kreek terechtkomen. Hood confronteert Proctor met zijn betrokkenheid bij Rebecca's dood, waarop Burton zichzelf onthult als Rebecca's moordenaar. Hood en Burton gaan de confrontatie aan, waardoor Burton hem bijna dood wurgt, maar Hood wint uiteindelijk het gevecht. Hood laat een bebloede en kreupele Burton achter die wordt afgemaakt door Proctor. Bij het huis van Brock komt het tot een confrontatie tussen Calvin en Kurt. Kurt probeert Calvin in een vuistgevecht te onderwerpen, maar wordt uiteindelijk gedwongen om zijn broer dood te schieten, omdat hij zich realiseert dat dit de enige manier is waarop Maggie en haar zoon ooit veilig zouden zijn. Brock vergeeft hem later deze overtreding en verzekert hem dat dit is hoe politiewerk soms moet worden uitgevoerd in Banshee. Hood vertelt Dawson over Burton's schuld. Dawson vertrekt naar Washington, nodigt hem uit om haar op te zoeken en laat een dossier voor hem achter waaruit blijkt dat ze zijn ware identiteit heeft ontdekt. Wetende dat rijk uit is, wordt Proctor voor het laatst gezien terwijl hij het vuur opent op zes huurmoordenaars van het kartel die hem komen afmaken. Na een emotioneel afscheid van Carrie, drinkt Hood een laatste rondje met Sugar en Job in de bar. Job geeft Sugar als afscheidscadeau een tas vol geld en vertrekt dan naar New York. Hood en Sugar vertrekken allebei naar onbekende bestemmingen. |   |                                              |                  |                  |                  |